# Juan Carlos Pérez
Juan Carlos Pérez López (Santander, 14 februari 1945 – aldaar, 16 januari 2012), voetbalnaam Juan Carlos, was een Spaans profvoetballer. Hij speelde als middenvelder bij onder meer Racing Santander en FC Barcelona. Juan Carlos overleed op 66-jarige leeftijd na een langdurige ziekte.

## Clubvoetbal
Juan Carlos speelde als jeugdvoetballer bij Toluca. De middenvelder begon zijn profloopbaan in 1964 bij Rayo Cantabria. Na een seizoen bij Gimnástica de Torrelavega kwam Juan Carlos in 1967 bij Racing Santander. FC Barcelona contracteerde hem een jaar later. In zijn eerste seizoenen won Juan Carlos de Copa de España (1971) en Europa Cup III (1972). In 1973/1974 werd hij als aanvoerder met Barça landskampioen in een seizoen waarin hij geen competitiewedstrijd miste. Hoogtepunt van deze jaargang was de 0-5-overwinning tegen Real Madrid in Estadio Santiago Bernabéu in februari 1974, waarbij Juan Carlos het vierde doelpunt maakte. In 1975 vertrok Juan Carlos naar Racing Santander, waar hij tot 1978 speelde.

## Nationaal elftal
Juan Carlos Pérez speelde twee interlands voor Spanje.
| Interlands van Juan Carlos Pérez voor Spanje | Interlands van Juan Carlos Pérez voor Spanje | Interlands van Juan Carlos Pérez voor Spanje | Interlands van Juan Carlos Pérez voor Spanje | Interlands van Juan Carlos Pérez voor Spanje | Interlands van Juan Carlos Pérez voor Spanje |
| No.                                          | Datum                                        | Wedstrijd                                    | Uitslag                                      | Soort wedstrijd                              | Goals                                        |
| -------------------------------------------- | -------------------------------------------- | -------------------------------------------- | -------------------------------------------- | -------------------------------------------- | -------------------------------------------- |
|                                              |                                              |                                              |                                              |                                              |                                              |
| Als speler bij FC Barcelona                  |                                              |                                              |                                              |                                              |                                              |
| 1.                                           | 24 november 1973                             | Duitsland – Spanje                           | 2 – 1                                        | Vriendschappelijk                            |                                              |
| 2.                                           | 13 februari 1974                             | Joegoslavië – Spanje                         | 1 – 0                                        | WK-kwalificatie 1974                         |                                              |